# Stufenschlagen

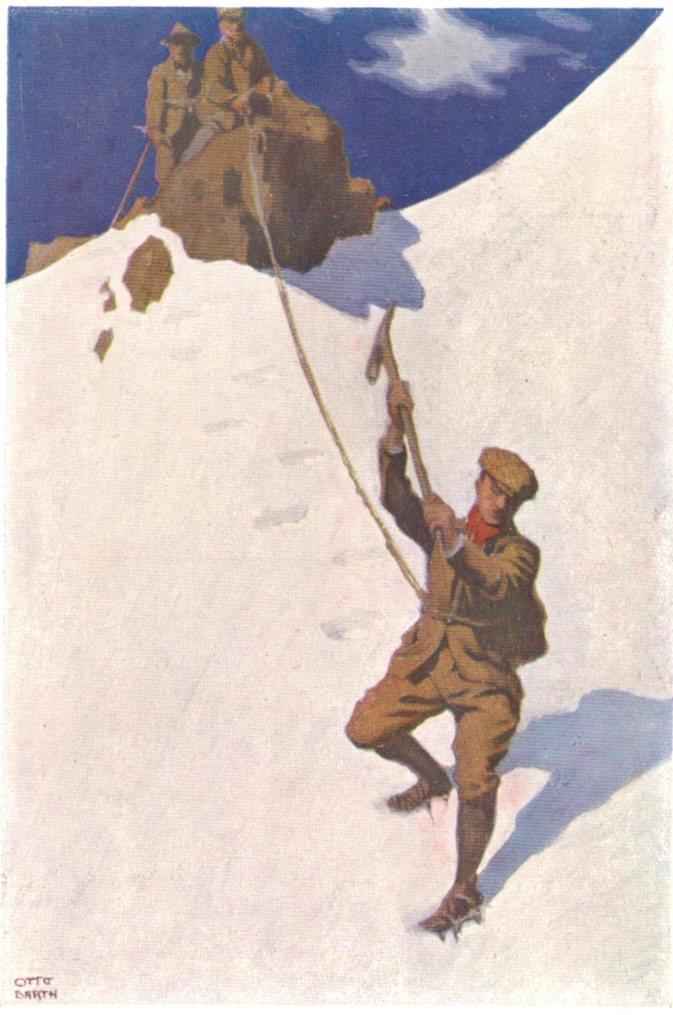
Stufenschlagen im Abstieg (Gemälde von Otto Barth, um 1910)

Das Schlagen von Stufen in Eis oder harten Firn ist eine Technik des Bergsteigens und dann sinnvoll, wenn die Hangneigung nur mäßig geneigt ist und man keine Grödeln oder bei stärkerer Hangneigung keine Steigeisen mit Frontalzacken verfügbar hat. Die Stufen werden dabei je nach Härte des Untergrundes (Eis oder Firn) mit der Haue oder der Schaufel des Eispickel geschlagen. Der Winkel der Tritte wird dabei etwas hangeinwärts gewählt.